# Cột Đức Mẹ ở Telč

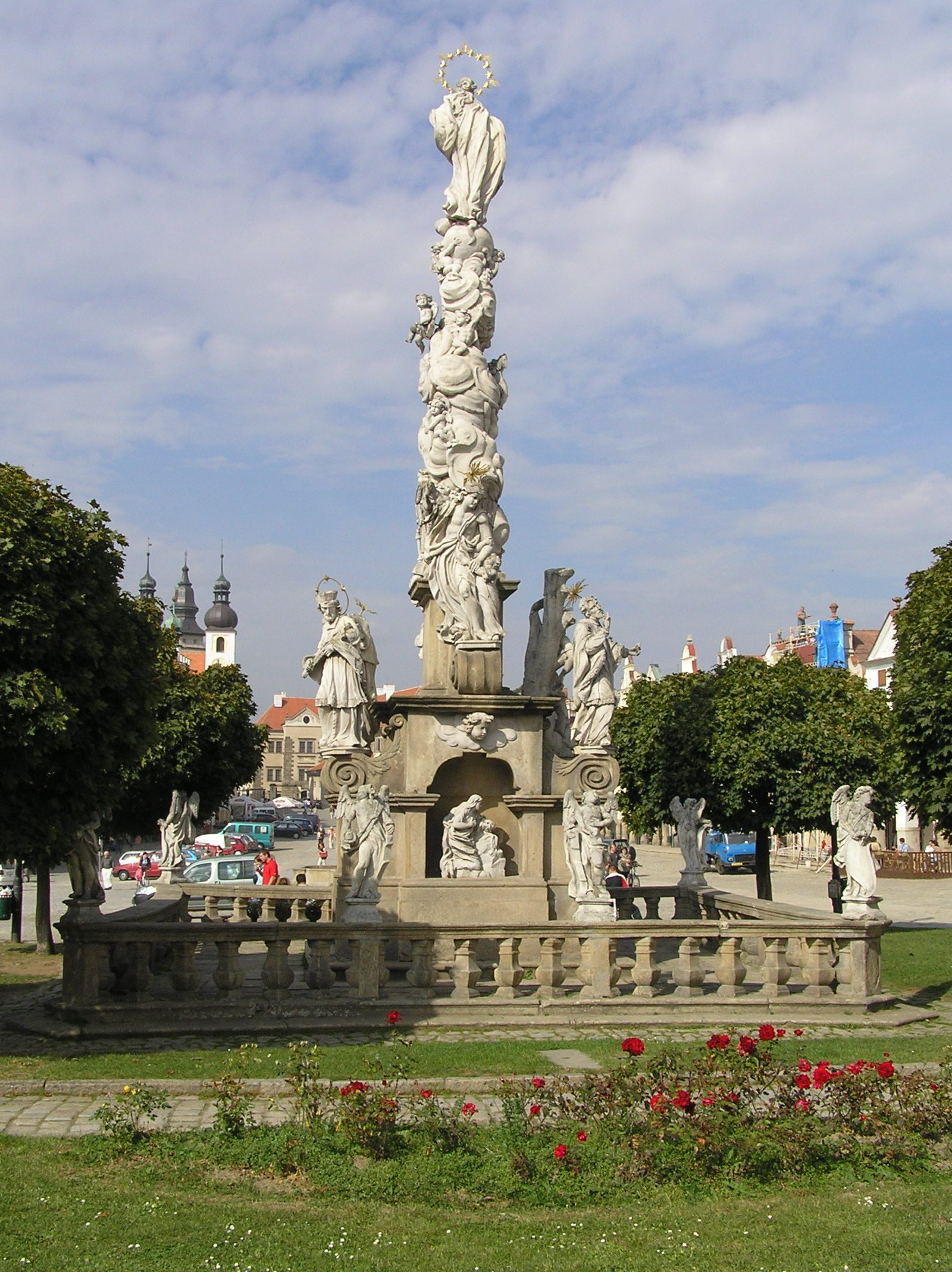
Cột Đức Mẹ ở Telč (2006)

Cột Đức Mẹ ở Telč (tiếng Séc: Mariánský morový sloup v Telči) là một trong những tượng đài tôn giáo nổi tiếng về Đức Mẹ, tọa lạc ở quảng trường Zachariáš của Hradec (náměstí Zachariáše z Hradce) tại thành phố Telč, phía nam vùng Moravia, Cộng hòa Séc. Tượng đài này có tên trong danh sách các di tích văn hóa của Cộng hòa Séc.

## Lịch sử
Cột Đức Mẹ ở Telč được xây dựng theo phong cách Baroque vào giai đoạn năm 1716 - 1720. Tác giả công trình này là David Lipart (nhà điêu khắc đến từ Brtnice) và F. Neuwirth (thợ đá đến từ Telč). Kinh phí xây dựng cột Đức Mẹ đến từ di chúc của kẻ trộm Zuzana Hodová.

## Mô tả
Cột Đức Mẹ ở Telč được làm từ chất liệu đá sa thạch. Bức tượng trên đỉnh cột khắc họa hình ảnh Đức Trinh Nữ Maria đang đội một vòng hào quang được kết từ 12 ngôi sao có đan xen với hoa. Xung quanh thân cột là các thiên thần nhỏ. Phần bệ cột có các bức tượng khác khắc họa các vị Thánh: Thánh Jan Nepomucký, Thánh Jakub, Thánh Phanxicô Xaviê, Thánh Roch thành Montpellier, Thánh Sebastian, Thánh Rosalie, Thiên thần Hộ mệnh và Thánh Maria Madalena.

## Hình ảnh

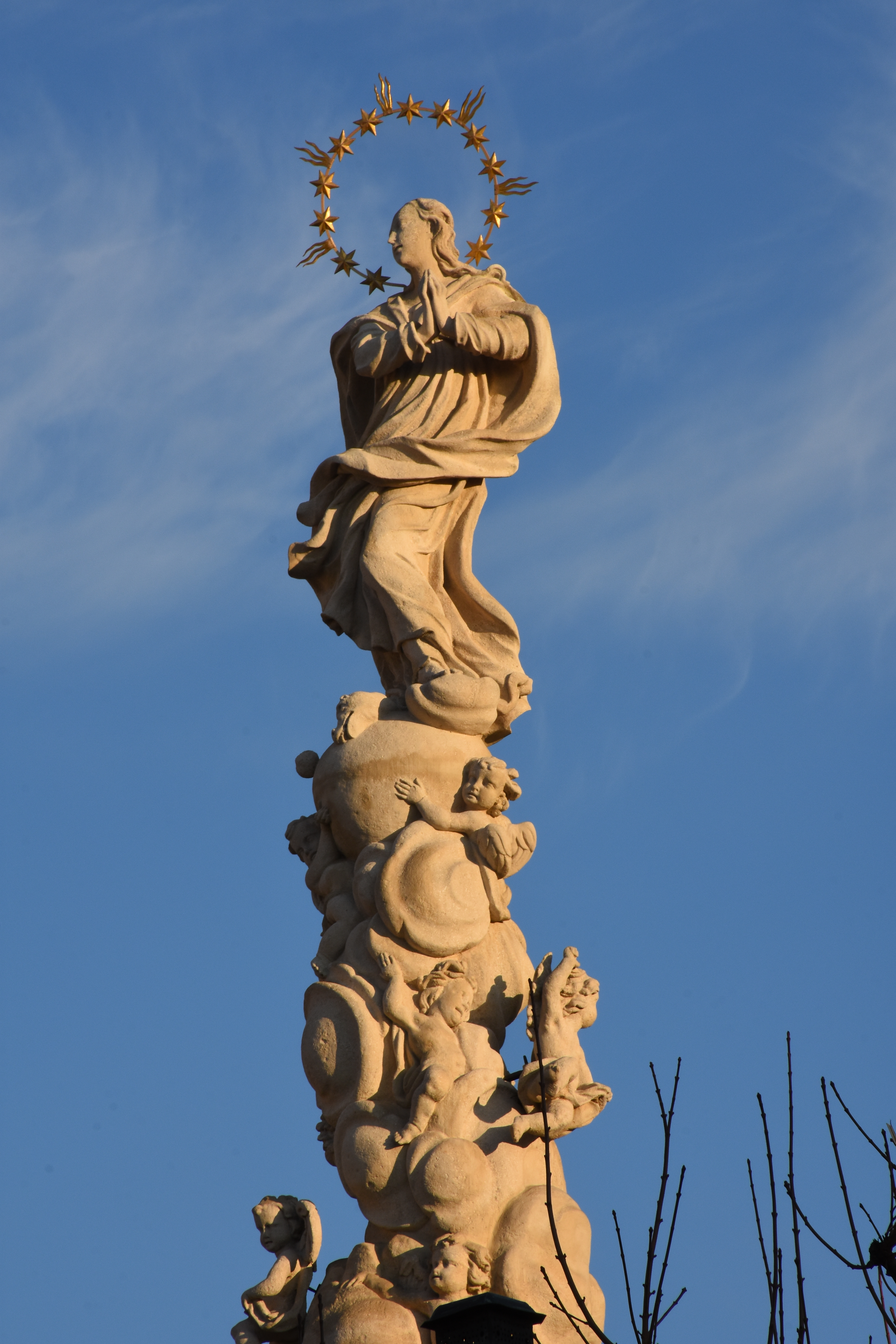
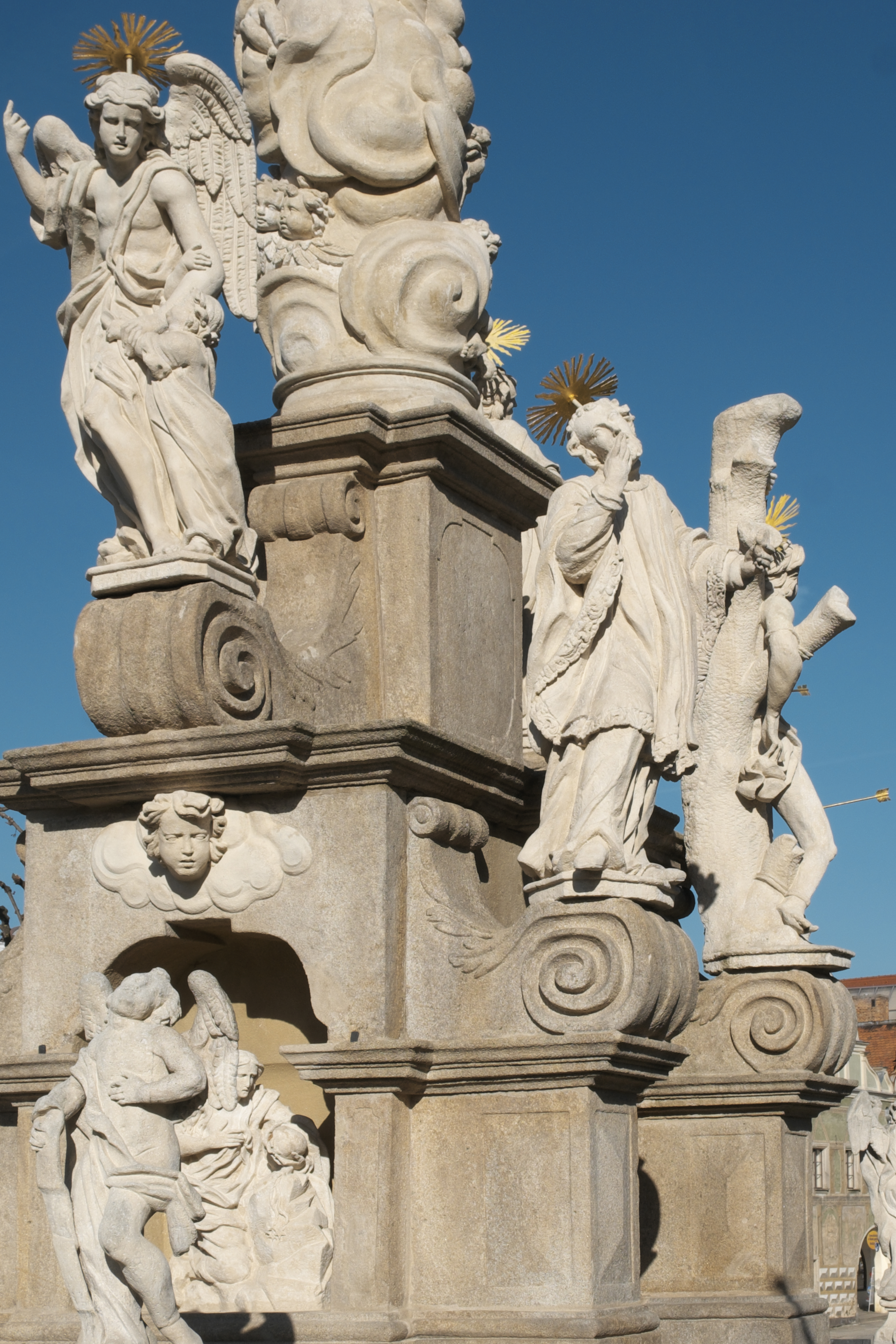
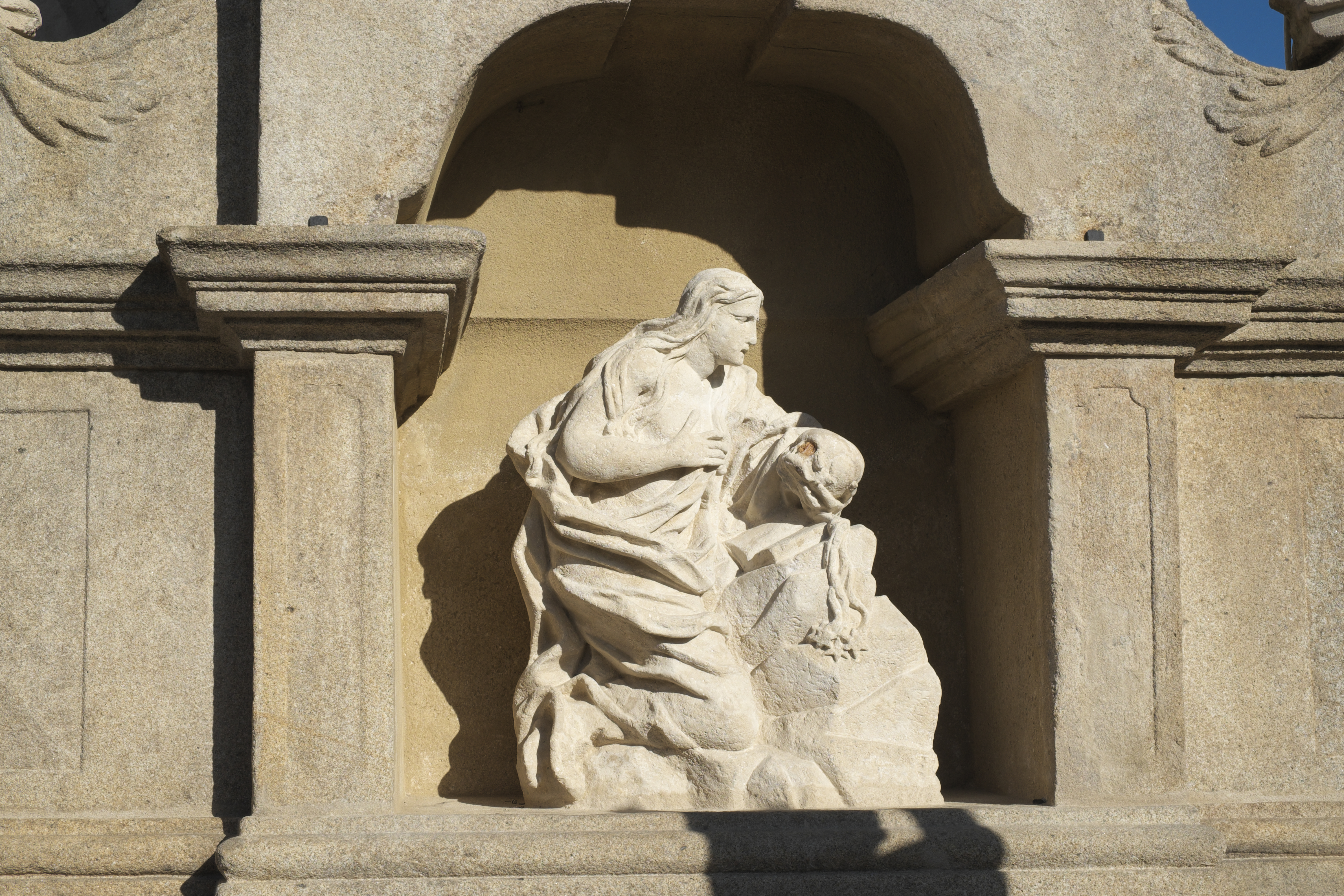
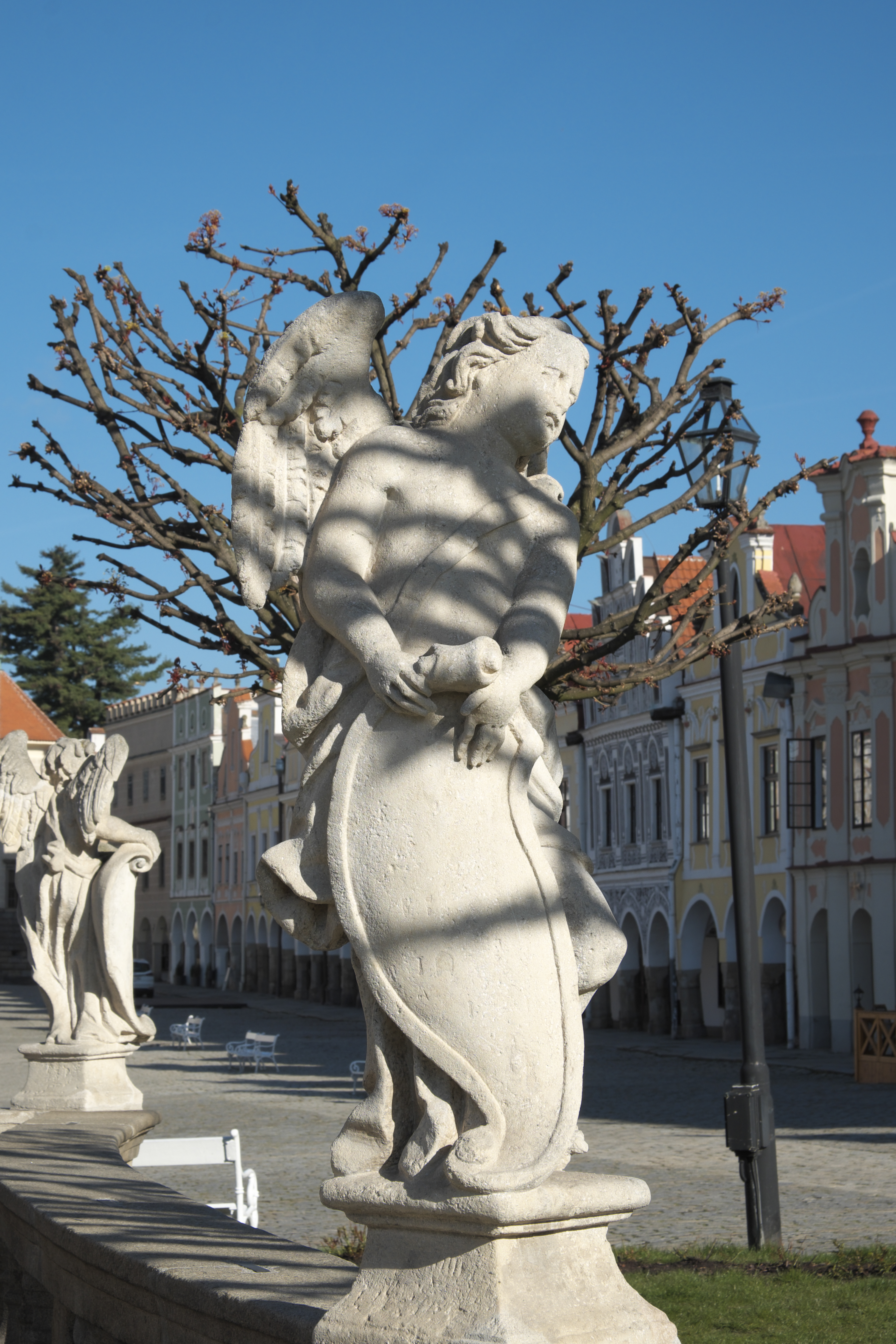